# Malenovice
Malenovice (en allemand : Malenowitz) est une commune du district de Frýdek-Místek, dans la région de Moravie-Silésie, en République tchèque. Sa population s'élevait à 775 habitants en 2021.

## Géographie
Malenovice se trouve à 4 km au sud-est du centre de Frýdlant nad Ostravicí, à 12 km au sud de Frýdek-Místek, à 29 km au sud-sud-est d'Ostrava et à 290 km à l'est-sud-est de Prague.
La commune est limitée par Frýdlant nad Ostravicí à l'ouest et au nord, par Krásná à l'est et par Ostravice au sud.

## Histoire
La première mention écrite du village date de 1611.

## Galerie

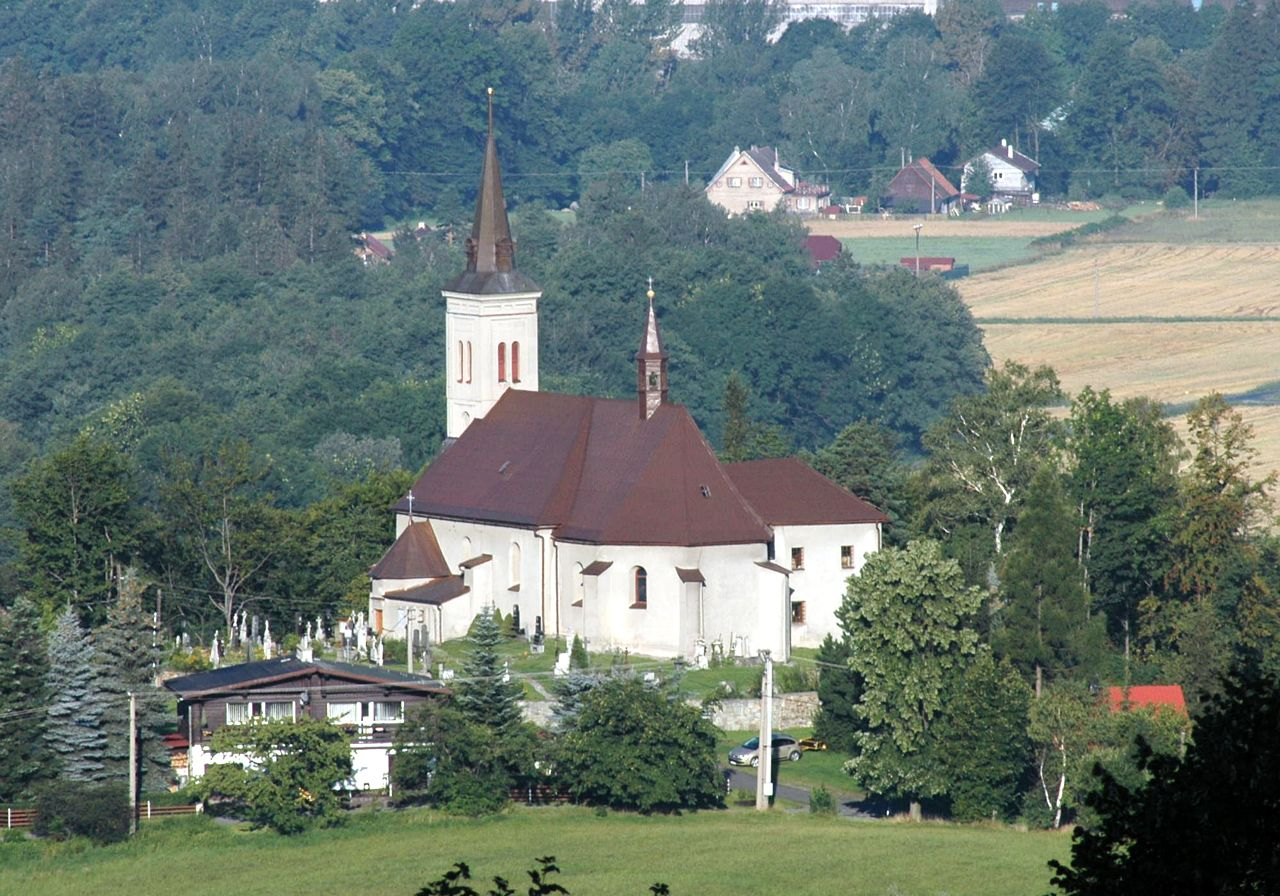
Église Saint-Ignace-de-Loyola.
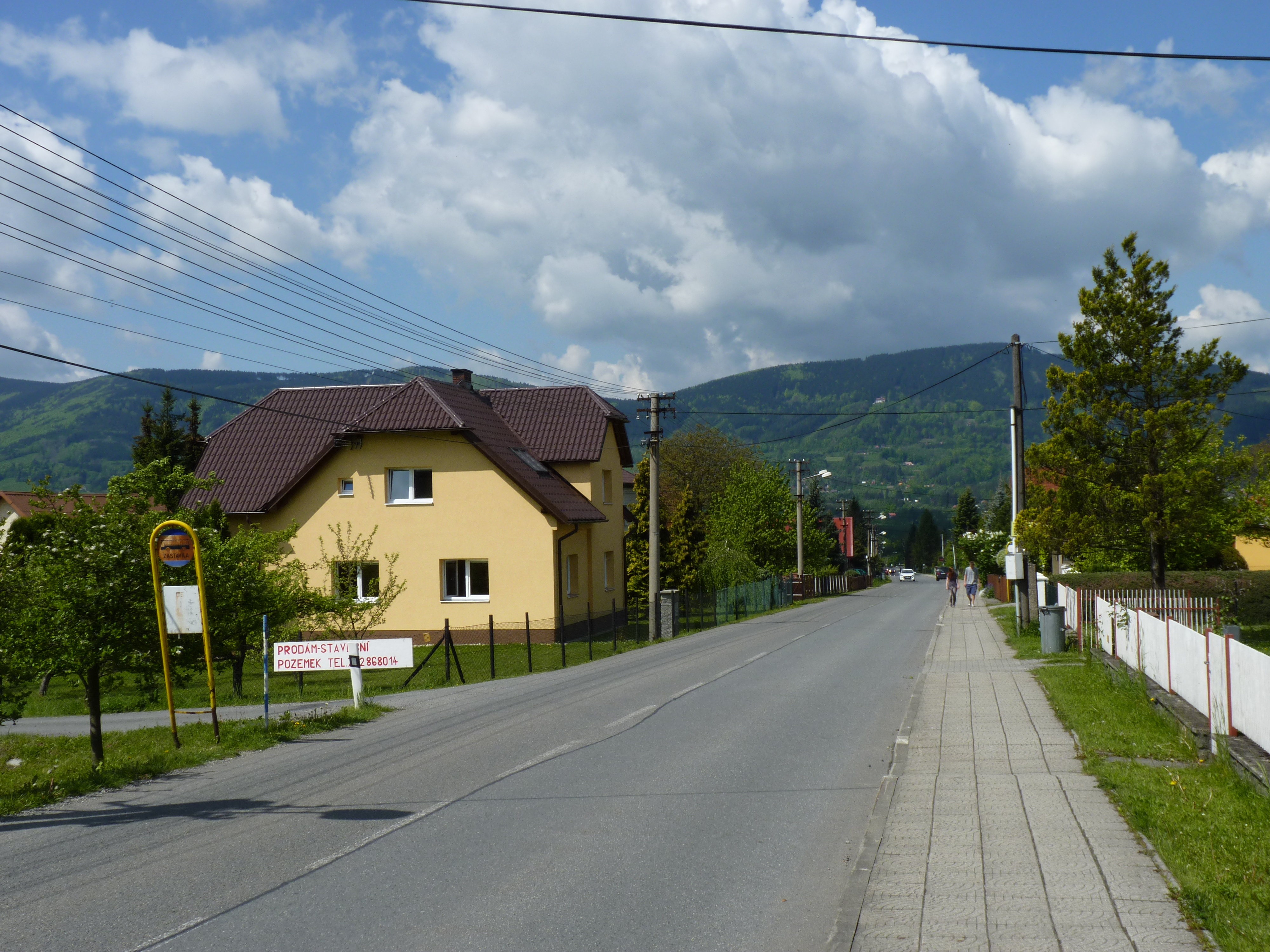
Malenovice : rue principale.

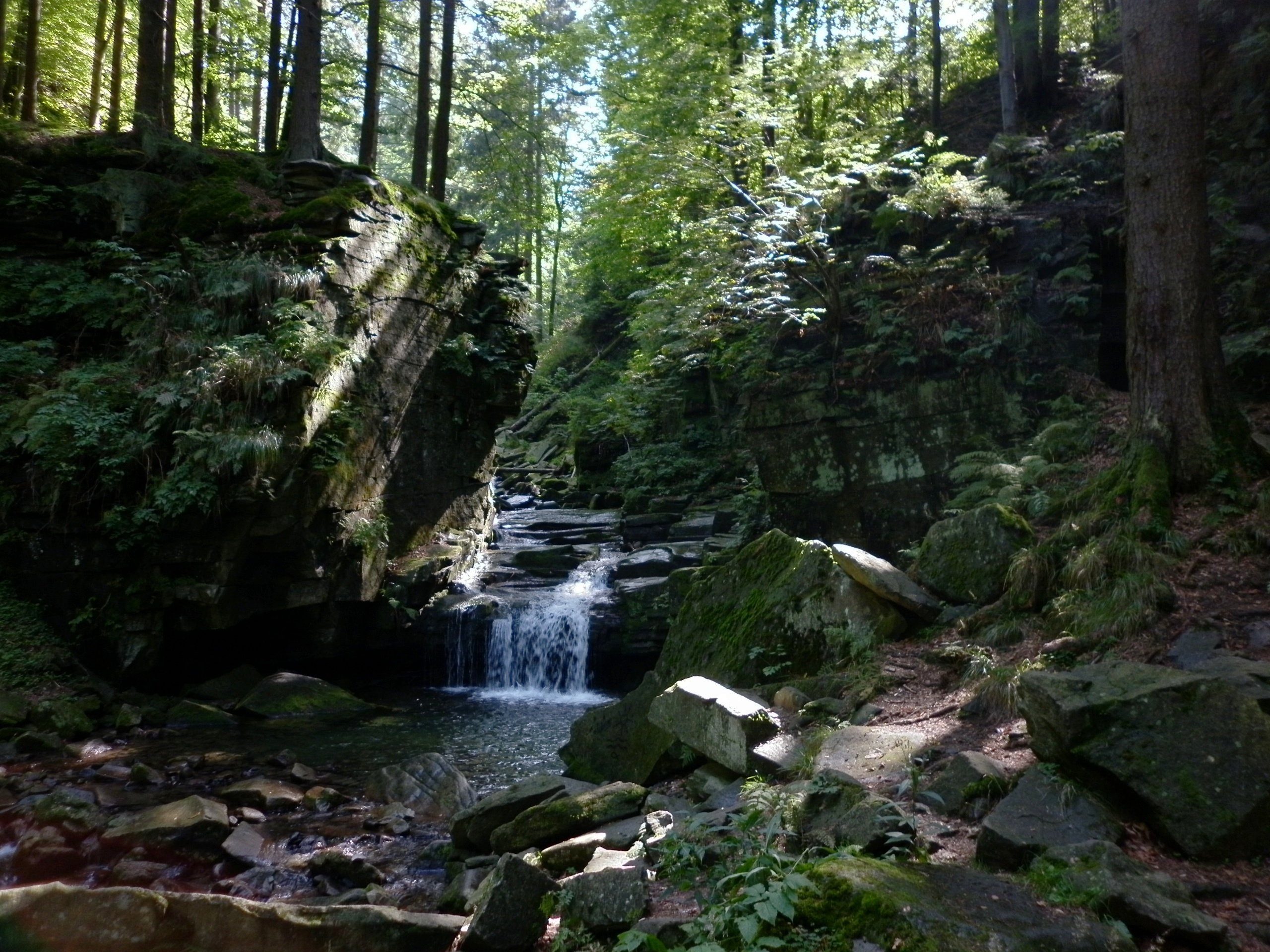
Chûte d'eau.

## Transports
Par la route, Horní Domaslavice se trouve à 5 km de Frýdlant nad Ostravicí, à 16 km de Frýdek-Místek, à 36 km d'Ostrava et à 360 km de Prague.